# Ezio Lavoretti
Ezio Lavoretti (Roma, 16 dicembre 1913 – Roma, 16 luglio 1975) è stato un produttore cinematografico italiano.

## Biografia
Figlio di Giuseppe Lavoretti e Anna Renzoni, ha tre fratellastri nati dal primo matrimonio della madre Anna: Gino, Pierino e Leonilde Capponi. Frequenta la scuola obbligatoria e si imbarca giovanissimo sulle baleniere del Mare del Nord. Torna in Italia e lavora per un po' nella macelleria del fratellastro Pierino, ma è affascinato dal cinema e inizia a lavorare a Cinecittà come controfigura e come comparsa. Si avvicina al mondo della scenografia e della produzione come assistente e come segretario.
Partecipa nel 1940 al film L'assedio dell'Alcazar. Il 21 aprile 1941, dopo qualche anno di conoscenza, sposa a Reggio Emilia Silvia Caroli, che sarà la sua compagna per tutta la vita. Viene poi inviato a combattere in Russia nel genio militare della divisione Torino. La guerra e la campagna di Russia gli procurano gravi danni al fisico. Rientrato in Italia, il 30 novembre 1943 nasce Giovanni, il primo figlio.
Dopo la guerra inizia a collaborare con l'Istituto Luce. Nel 1947 è segretario di produzione al film Il corriere di ferro, di Francesco Zavatta e partecipa al film Cielo sulla palude del 1949. Nel 1950 produce il film Il richiamo nella tempesta per la Eros Film, distribuito da Herald Pictures. 
Produce e gira un cortometraggio mai consegnato alla distribuzione e quindi rimasto inedito, Storia di un antico tribunale, un documentario sulla Sacra Rota Romana, una ricerca personale di un elemento storico della società cattolica.
Nel 1954 nasce il secondo figlio, Paolo, ed Ezio cerca una sistemazione più stabile. Lascia le attività cinematografiche ed accetta nel 1955 un impiego presso l'Industria Cortometraggi Milano (INCOM), società cinematografica di archiviazione, produzione e distribuzione di informazioni e notizie cinematografiche. 
Lavora presso il repertorio e la moviola, collaborando con l'Istituto Luce e la Rai; fra i suoi lavori, il documentario della Settimana Incom del 1955 dal titolo Primo maggio e il documentario sempre della Settimana Incom del 1953 intitolato Percorso netto. Nel 1958, per la Telespes, firma come direttore della fotografia (insieme ad Arturo Climati e Mario Dolci) il cortometraggio Nasce una nave, dedicato al varo della nave Leonardo Da Vinci nel porto di Genova.
Nel 1966 viene colpito da una grave malattia e viene licenziato. Riesce ad ottenere una pensione minima, poiché tutto il lavoro svolto in passato scopre essere stato sempre senza contributi.
Negli ultimi anni della sua vita effettua alcuni lavori per la televisione come operatore in documentari per la Rai.
Si spegne a Roma il 16 luglio 1975.

## Filmografia parziale
- Il richiamo nella tempesta, regia di Oreste Palella (1950)